# Altamont Commuter Express
Altamont Commuter Express (иногда ACE, досл.: «Алтамонский пригородный экспресс») — фирменный пригородный поезд, курсирующий в Калифорнии между Стоктоном и Сан-Хосе. Принадлежит Сан-Хуакинскому пригородному железнодорожному комитету (англ. San Joaquin Regional Rail Commission).

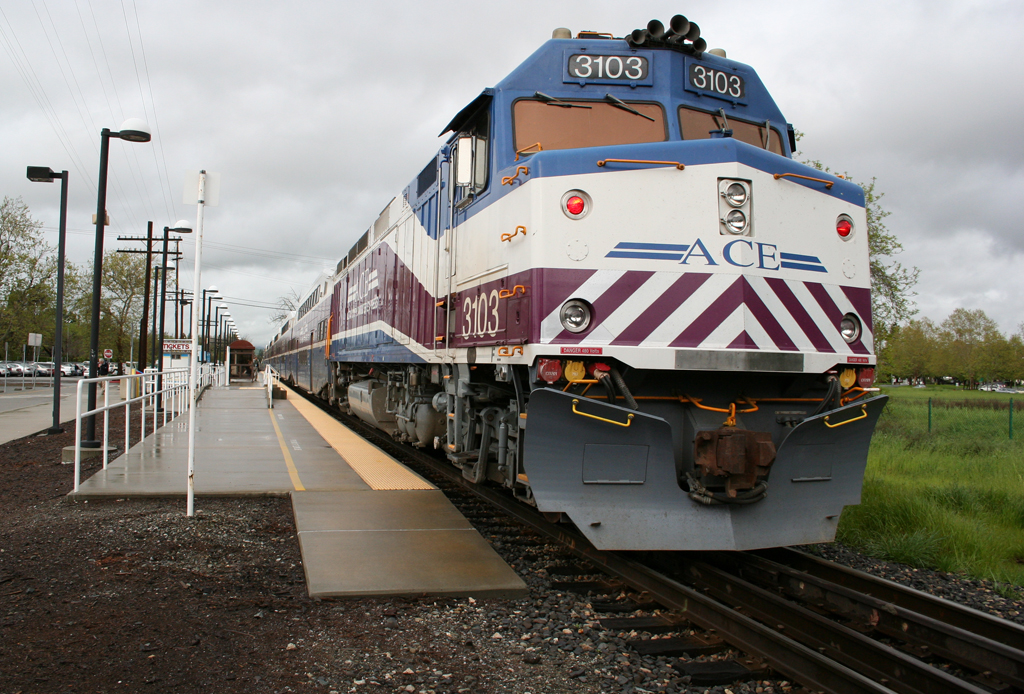
На станции Плезантон

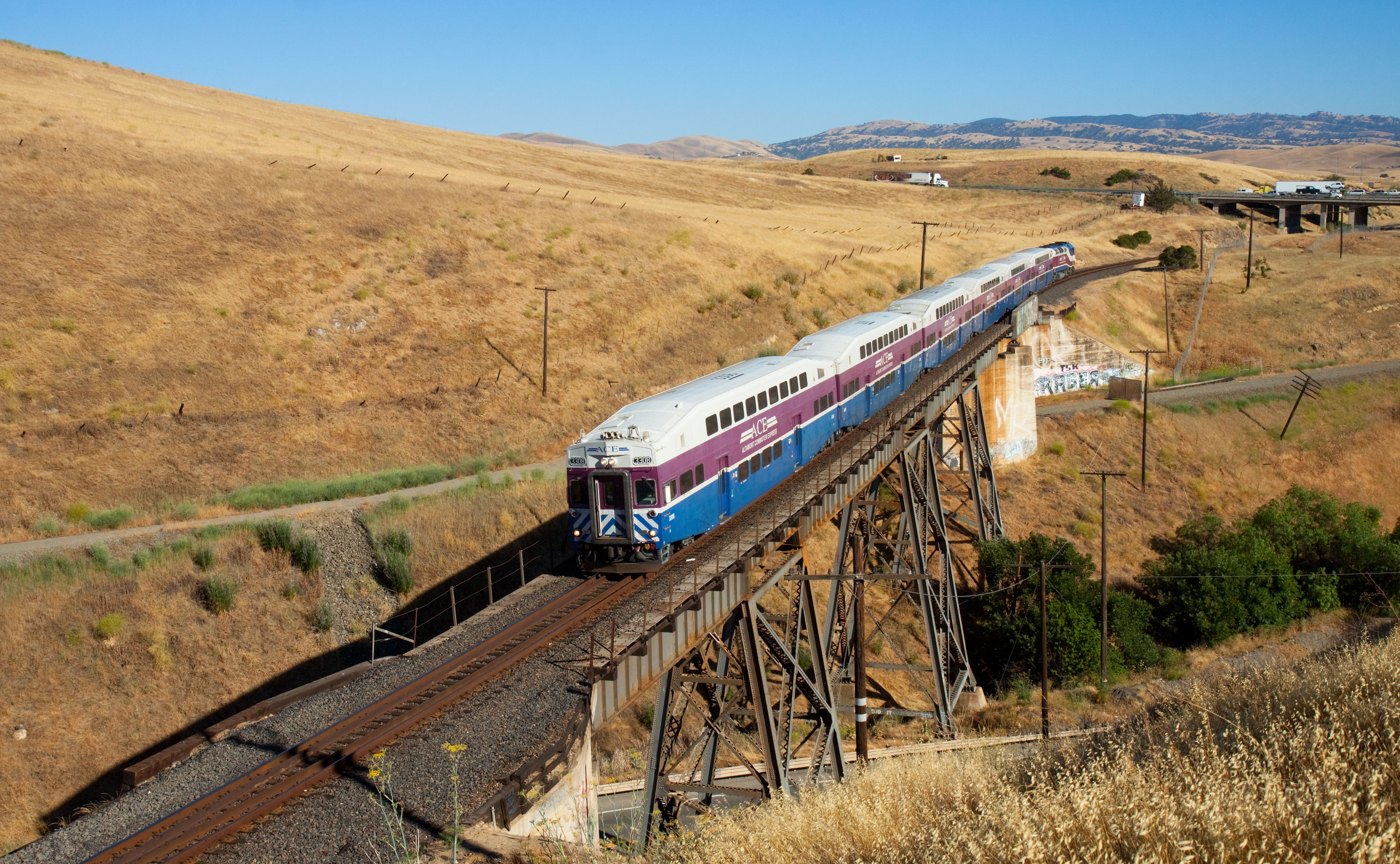
Через перевал Алтамонт. Ведение поезда осуществляется из головного вагона

Эксплуатация поезда началась 19 октября 1998 года по две пары поездов в будние дни. Своё название поезд получил в честь пересекаемого перевала Алтамонт. С ноября 2009 года уже курсировало по три пары поездов ежедневно.
Общая длина маршрута поезда составляет 86 миль (138 км) и насчитывает 10 остановок, поэтому общее время в пути составляет 2 часа 10 минут. Стоит при этом отметить, что поезда курсируют по путям, принадлежащим дороге Union Pacific. Поезд ACE состоит из тепловоза EMD F40PH и двухэтажных пассажирских вагонов типа Bombardier BiLevel, один из которых головной. Всего в парке ACE насчитывается 6 тепловозов и 24 двухэтажных вагона.